# Зафиров, Иван
Иван Георгиев Зафиров (болг. Иван Георгиев Зафиpoв; род. 30 декабря 1947, София, Болгария) — болгарский футболист, защитник. Заслуженный мастер спорта Болгарии (1974).

## Клубная карьера
Дебютировал за «ЦСКА (София)» в 1965 году. После непродолжительного периода в Сливене окончательно вернулся в «ЦСКА (София)».
Зафиров сыграл 340 матчей за команду на позиции правого защитника, забив 8 мячей. За карьеру в клубе участвовал в девяти чемпионатах Болгарии и завоевал пять Кубков Болгарии.

## Карьера в сборной
Зафиров дебютировал в сборной Болгарии в 1968 году. Был в составе сборной Болгарии на чемпионатах мира.
Всего Зафиров играл за сборную 50 раз, забив один гол. Он также завоевал серебряную медаль на летних Олимпийских играх 1968 года.